# Macromitrium lanceolatum
Macromitrium lanceolatum är en bladmossart som beskrevs av Brotherus in Voeltzkow 1908. Macromitrium lanceolatum ingår i släktet Macromitrium och familjen Orthotrichaceae. Inga underarter finns listade i Catalogue of Life.